# Ремер, Ричард
Ричард Фредерик Ремер (англ. Richard Frederick Remer, 21 июля 1883 — 18 июля 1973) — американский легкоатлет, призёр Олимпийских игр.
Ричард Ремер родился в 1883 году в Нью-Йорке. В 1920 году на Олимпийских играх в Антверпене он завоевал бронзовую медаль в ходьбе на 3 км. Позднее работал в Manufacturer’s Trust.